# Depressão atípica
A depressão atípica, como é conhecida no DSM IV, é a depressão que compartilha muitos dos sintomas típicos das síndromes psiquiátricas de depressão maior ou distimia, mas é caracterizada por melhora do humor em resposta a eventos positivos. Em contraste com a depressão atípica, as pessoas com depressão melancólica geralmente não apresentam melhora do humor em resposta a eventos normalmente prazerosos. A depressão atípica também apresenta ganho de peso significativo ou aumento do apetite, hipersonia, sensação de peso nos membros e sensibilidade a rejeição interpessoal que resulta num prejuízo social ou ocupacional significativo.
Apesar do nome, a depressão "atípica" não é incomum. Existem duas razões para o seu nome: os seus sintomas "únicos" contrastantes com os da depressão melancólica e a sua resposta diferente às duas classes diferentes de antidepressivos que estavam disponíveis na época (os IMAO tinham benefícios clinicamente significativos para a depressão atípica, enquanto que os tricíclicos não).
A depressão atípica é quatro vezes mais comum em mulheres do que em homens. Indivíduos com características atípicas tendem a relatar uma idade mais precoce de início (por exemplo, durante o secundário) dos seus episódios depressivos, que também tendem a ser mais crónicos e a apresentar remissão apenas parcial entre estes. Indivíduos mais jovens podem ter maior probabilidade de apresentar características atípicas, enquanto que indivíduos mais velhos podem apresentar episódios com características melancólicas com maior frequência. A depressão atípica tem alta comorbidade com transtornos de ansiedade, acarreta maior risco de comportamento suicida e possui psicopatologias de personalidade e traços biológicos distintos. A depressão atípica é mais comum em indivíduos com transtorno bipolar I, bipolar II, ciclotimia e transtorno afetivo sazonal. Episódios depressivos no transtorno bipolar tendem a ter características atípicas, como a depressão com padrões sazonais.

## Fisiopatologia
Foi observada sobreposição significativa entre as formas atípicas e outras formas de depressão, embora estudos sugiram que há fatores de diferenciação nos vários modelos fisiopatológicos da depressão. No modelo endócrino, as evidências sugerem que o eixo HPA é hiperativo na depressão melancólica e hipoativo na depressão atípica. A depressão atípica pode ser diferenciada da depressão melancólica por meio de testes de fluência verbal e testes de velocidade psicomotora. Embora ambos mostrem comprometimento em várias áreas, como memória visuoespacial e fluência verbal, os pacientes melancólicos tendem a apresentar mais comprometimento do que os pacientes deprimidos atípicos.
Além disso, em relação à teoria inflamatória da depressão, os marcadores sanguíneos inflamatórios (citocinas) parecem ser mais elevados na depressão atípica do que na depressão não atípica.

## Diagnóstico
O diagnóstico da depressão atípica é baseado nos critérios estabelecidos no Manual Diagnóstico e Estatístico de Transtornos Mentais (DSM-5). O DSM-5 define a depressão atípica como um subtipo do transtorno depressivo maior que se apresenta com "características atípicas", caracterizado por:
- Reatividade do humor (ou seja, o humor melhora em resposta a eventos positivos reais ou potenciais)
- Pelo menos dois dos seguintes:
- Ganho de peso significativo ou aumento do apetite (hiperfagia);
- Hipersonia (dormir demais, ao contrário da insónia presente na depressão melancólica);
- Paralisia de chumbo (isto é, sensação de peso resultando em dificuldade de mover os braços ou pernas);
- Padrão de longa data de sensibilidade à rejeição interpessoal (não limitada a episódios de distúrbio do humor) que resulta em prejuízo social ou ocupacional significativo.

Os critérios não são atendidos para Com Características Melancólicas nem para Com Características Catatônicas durante o mesmo episódio.

## Tratamento
Devido às diferenças na apresentação clínica entre a depressão atípica e a depressão melancólica, estudos foram conduzidos nas décadas de 1980 e 1990 para avaliar a responsividade terapêutica da farmacoterapia antidepressiva disponível neste subgrupo de pacientes. Atualmente, antidepressivos como ISRSs, IRSNs, IRNs e mirtazapina são considerados os melhores medicamentos para tratar a depressão atípica devido à sua eficácia e menores efeitos colaterais. A bupropiona, um inibidor da recaptação da norepinefrina, pode ser especialmente adequado para tratar os sintomas de depressão atípica de letargia e aumento do apetite em adultos.
Antes do ano 2000, os inibidores da monoamina oxidase (IMAO) demonstraram ter eficácia superior em comparação com outros antidepressivos para o tratamento da depressão atípica e foram usados como tratamento de primeira linha para esta. Independentemente da superioridade demonstrada, o tratamento com IMAOs tem muitos efeitos colaterais indesejáveis, como crises hipertensivas, bem como, requer evitação de alimentos que contenham tiramina (queijo envelhecido, vinho, favas) e tem muitos efeitos adversos indesejáveis, como crise hipertensiva. As crises hipertensivas são um estado de pressão arterial extremamente alta, apresentando-se com sintomas como sudorese, palpitações, dor no peito e falta de ar. Por essas razões, os IMAOs raramente são usados como o agente preferencial no cenário de depressão atípica. Existe também uma Moclobemida IMAO mais nova, seletiva e reversível, que não requer dieta com tiramina e tem menos efeitos colaterais.
Os antidepressivos tricíclicos (TCAs) também foram usados antes do ano 2000 para a depressão atípica, mas não eram tão eficazes quanto os IMAOs e deixaram de ser prescritores devido aos efeitos colaterais menos toleráveis dos TCAs e terapias mais adequadas disponíveis.
Algumas evidências apoiam que a psicoterapia, como a terapia cognitivo-comportamental (TCC), têm igual eficácia aos IMAOs. Estas são sessões de psicoterapia com psiquiatras para ajudar o indivíduo a identificar pensamentos ou experiências perturbadoras que possam ter afetado o seu estado mental e desenvolver mecanismos de enfrentamento correspondentes para cada problema identificado.
Não existem diretrizes robustas para o tratamento da depressão atípica atualmente.

## Epidemiologia
A verdadeira prevalência da depressão atípica é difícil de determinar. Vários estudos realizados em pacientes diagnosticados com transtorno depressivo mostram que cerca de 40% apresentam sintomatologia atípica, sendo quatro vezes mais comum em pacientes do sexo feminino. A pesquisa também apoia que a depressão atípica tende a ter um início mais precoce, com adolescentes e jovens adultos mais propensos a apresentar depressão atípica do que pacientes mais velhos. Pacientes com depressão atípica demonstraram ter maiores taxas de negligência e abuso na infância, bem como transtornos relacionados ao uso de álcool e drogas na família. De modo geral, a sensibilidade à rejeição é o sintoma mais comum e, devido a alguns estudos que renunciam a esse critério, existe a preocupação de subestimar a prevalência.

## Pesquisa
Em geral, a depressão atípica tende a causar maior comprometimento funcional do que as outras formas de depressão. A depressão atípica é uma síndrome crónica que tende a começar mais cedo na vida do que outras formas de depressão - geralmente começando na adolescência. Da mesma forma, os pacientes com depressão atípica têm maior probabilidade de sofrer de transtornos de personalidade e transtornos de ansiedade, como transtorno de personalidade limítrofe, transtorno de personalidade esquiva, transtorno de ansiedade generalizada, transtorno obsessivo-compulsivo e transtorno bipolar.
Pesquisas recentes sugerem que os jovens são mais propensos a sofrer de hipersonia, enquanto os mais velhos têm mais probabilidade de sofrer de polifagia.
A resposta à medicação difere entre a depressão atípica crónica e a depressão melancólica aguda. Alguns estudos sugerem que a classe mais antiga de antidepressivos, os inibidores da monoamina oxidase (IMAO), podem ser mais eficazes no tratamento da depressão atípica. Embora os ISRSs e os IRSNs mais modernos sejam geralmente bastante eficazes nessa doença, os antidepressivos tricíclicos geralmente não o são. O modafinil, agente promotor da vigília, tem demonstrado efeito considerável no combate à depressão atípica, mantendo esse efeito mesmo após a interrupção do tratamento. A resposta antidepressiva geralmente pode ser aumentada com medicamentos suplementares, como buspirona, bupropiona ou aripiprazol. A psicoterapia, isoladamente ou em combinação com medicamentos, também é um tratamento eficaz em ambientes individuais e em grupo.